# 박종달
박종달(朴鍾怛, 1949년 8월 5일 ~ , 경남 창녕)은 대한민국의 군인이자 제20대 병무청장이다.

## 학력
- 1969년 : 한양공업고등학교 졸업
- 1973년 : 육군사관학교 학사
- 1977년 : 육군보병학교 수료
- 1984년 : 미국 노던애리조나대학교 대학원 경영학 석사

## 경력
- 1989.11 ~ 1991.07 : 수도방위사령부 인사처장 (육군 대령)
- 1991.07 ~ 1993.01 : 육군본부 제26보병사단 76연대장
- 1997.11 ~ 1998.04 : 육군본부 제5군단 참모장 (육군 준장)
- 1998.04 ~ 1998.11 : 육군본부 제3야전군사령부 인사처장
- 1998.11 ~ 1999.11 : 육군본부 인사참모부 인사관리처장
- 1999.11 ~ 2000.11 : 육군부사관학교 교장
- 2000.11 ~ 2002.10 : 육군 제50사단장 (육군 소장)
- 2003.04 ~ 2004.06 : 육군 제3야전군사령부 장
- 2004.06 ~ 2005.05 : 육군 3사관학교 교장
- 2005.05 ~ 2006.12 : 육군본부 수도군단장 (육군 중장)
- 2006.12 ~ 2008.03 : 육군본부 인사사령관
- 2008.03 ~ 2010.08 : 병무청장

## 참고
| 전임 강광석 | 제20대 병무청장 2008년 3월 8일 ~ 2010년 8월 15일 | 후임 김영후 |